# Pallamano Romagna
La Pallamano Romagna è una società sportiva nata nel luglio 2019 dalla fusione delle squadre di pallamano di Imola e Faenza.

## Storia

### Romagna Handball
Nel 2001 la fusione tra HC Imola e US Mordano portò ad avere un'unica squadra del circondario imolese; in seguito alla retrocessione in A2 del Mordano, la fusione ottenne l'obiettivo promozione al primo anno, vincendo il girone A di Serie A2. Nei successivi tre campionati il Romagna giocò la Serie A1 fino a che, con la riforma dei campionati e la creazione della Serie A Élite, venne retrocessa ma ammessa al nuovo campionato di secondo livello, denominato ancora A1. Dopo la sfortunata stagione 2006-07 chiusa con la sconfitta in finale playoff promozione contro il Secchia, il Romagna stanzia nelle zone medio basse della classifica, sino alla retrocessione del 2010 arrivata tramite playout. La squadra viene ripescata per la stagione successiva e nell'arco di due anni passa dall'inferno al paradiso: il primo posto nel girone B ottenuto nella stagione 2011-2012 vale il ritorno in massima serie. 
Una nuova riforma dei campionati consente al Romagna di giocare nella Serie A - 1ª Divisione Nazionale, massimo campionato che viene diviso in tre gironi territoriali. I primi due anni sono d'ambientamento per i bianconeri di coach Tassinari, che dalla stagione 2014-15 diventano una delle potenze del massimo campionato: per due anni consecutivi Romagna raggiunge le semifinali di Coppa Italia e le semifinali Scudetto, venendo in tre occasioni eliminata dalla corazzata Bozen. Nella stagione 2015-16 inoltre, vi è il debutto nelle competizioni europee, con la sconfitta al primo turno di EHF Cup contro i croati del Varaždin (26-16 in Croazia, 20-21 a Imola); l'anno successivo debutta in Challenge Cup, con l'eliminazione al terzo turno per mano dei futuri campioni dello Sporting Lisbona (37-24 e 32-25 i risultati).
Nell'estate 2017, la bella squadra degli ultimi tre anni cessa d'esistere. L'ultimo posto ottenuto in stagione regolare nel girone B, vale la Poule retrocessione: la vittoria ottenuta a discapito del Modena salva gli imolesi, ma solo per poco. Un'ulteriore riforma dei campionati, volta a tornare al girone unico per la massima serie, impone un gran numero di partite per decretare chi tra le 28 squadre che partecipano alla Serie A, potrà far parte delle 14 della stagione successiva. Alla fase successiva vi è il doppio scontro con Gaeta: con la sconfitta in casa per 27-24 e la disfatta in Lazio per 34-18, il Romagna saluta la Serie A dopo sei anni.

### Pallamano Romagna
L'ultima stagione targata Romagna Handball è un sesto posto nel girone B di Serie A2, a -12 punti dall'ultimo posto valevole per i playoff. Nell'estate del 2019 dunque, vi è una fusione tra il Romagna Handball la Pallamano Faenza, ben diciotto anni dopo la prima fusione che aveva coinvolto Imola e Mordano per la creazione del Romagna. La nuova società riparte da coach Domenico Tassinari e dei nuovi colori sociali, l'arancio e il blu. Nella prima stagione, segnata dalla pandemia di COVID-19, la squadra si conferma al sesto posto. Per la stagione 2019-2020 la società viene inserita nel girone A, dove termina al settimo posto.
Il capolavoro viene fatto però nella stagione 2021-2022, quando con i rientri di Alexandru Rotaru e Andrea Dall'Aglio dalle retrocesse Cingoli e Molteno, più altri innesti, la squadra chiude la regular season al secondo posto alle spalle del Cingoli, unica squadra in grado di sconfiggere il Romagna.
Ai playoff promozione, la sconfitta con Fondi non pregiudica il passaggio del turno, ottenuto vincendo contro l'Arcom Emmeti. Nella gara decisiva contro i salernitani del Lanzara, il Romagna ottiene la promozione. In finale con Fondi per la Coppa Italia di Serie A2 arriva poi la sconfitta, che non pregiudica la promozione ottenuta in un regime di assoluta emergenza, visti gli infortuni di Rotaru, Dall'Aglio e Boukhris.
Nella stagione 2022/23 il Romagna staziona negli ultimi posti della classifica. Inoltre nel 2023 arriva a sorpresa la decisione dell'allenatore Domenico Tassinari (45 anni di esperienza tra Mordano e Imola) di lasciare lo sport agonistico. La squadra viene sconfitta ai playout prima contro Fondi in semifinale e poi contro Carpi in finale e scende di categoria dopo un solo anno in Serie A.

## Cronistoria
| Cronistoria Romagna Handball |
| --- |
| - 2001 • Fusione tra HC Imola e US Mordano - 2001-02 • 1º posto in Serie A2 Girone A Promosso in Serie A1 - 2002-03 • 7º posto in Serie A1 - quarti di finale dei play-off scudetto Quarti di finale di Coppa Italia - 2003-04 • 8º posto in Serie A1 - quarti di finale dei play-off scudetto - 2004-05 • 5º posto in Serie A1 Girone B - 5º posto in Poule retrocessione Retrocessa in Serie A2 Prima fase in Coppa Italia Con la riforma dei campionati viene ammessa in Serie A1, secondo livello del campionato italiano. - 2005-06 • 9º posto in Serie A1 (2º livello) - 2006-07 • 2º posto in Serie A1 - Finale playoff promozione - 2007-08 • 6º posto in Serie A1 - 2008-09 • 10º posto in Serie A1 - Vince i playout - 2009-10 • 11º posto in Serie A1 - Perde i playout Retrocessa in Serie A2 Ripescata in Serie A1 - 2010-11 • 5º posto in Serie A1 Quarti di finale di Coppa Italia - 2011-12 • 1º posto in Serie A1 Girone B Promosso in Serie A-1ª Div. Naz. Prima fase di Coppa Italia - 2012-13 • 5º posto in Serie A-1ª D.N. Girone B (1º livello) - 2013-14 • 4º posto in Serie A-1ª D.N. Girone B - 3º posto in Poule playoff - 2014-15 • 1º posto in Serie A-1ª D.N. Girone B - 1º posto in Poule playoff - semifinali scudetto Semifinale di Coppa Italia - 2015-16 • 1º posto in Serie A-1ª D.N. Girone B - 1º posto in Poule playoff - semifinali scudetto Semifinale di Coppa Italia Primo turno in EHF Cup - 2016-17 • 2º posto in Serie A-1ª D.N. Girone B - 3º posto in Poule playoff Quarti di finale di Coppa Italia Terzo turno in Challenge Cup - 2017-18 • 9º posto in Serie A-1ª D.N. Girone B - 4º posto in Poule retrocessione - eliminato ai playout Retrocessa in Serie A2 - 2018-19 • 6º posto in Serie A2 Girone B |

## Palmarès

### H.C. Imola 1973
- 2 titoli italiani allievi
- 2 titoli italiani juniores

### U.S. Mordano 1978
- 5 titoli italiani allievi
- 4 titoli italiani juniores

### Romagna Handball
- Campioni d'Italia Under 21 2007
- Campioni d'Italia Under 16 2007
- 1° Trofeo Serie A1 maschile 2007-2008
- Campioni d'Italia Under 18 2007
- Campioni d'Italia Under 18 2008
- Campioni d'Italia Under 18 2009

## Rosa 2025-2026

### Giocatori
|    | Naz.                 |    | Sportivo               |      |  |  |
| -- | -------------------- | -- | ---------------------- | ---- |  |  |
| 1  | Italia (bandiera)    | P  | Alessandro Maistrello  | 2004 |  |  |
| 16 | Italia (bandiera)    | P  | Thomas Pulli           | 2005 |  |  |
| 18 | Tunisia (bandiera)   | P  | Samah Haj Frej         | 2003 |  |  |
| 2  | Italia (bandiera)    | T  | Cristian Mengoli       | 2005 |  |  |
| 3  | Italia (bandiera)    | T  | Nicolò Bianconi        | 2003 |  |  |
| 8  | Italia (bandiera)    | T  | Jacopo Aurelio March   | 2005 |  |  |
| 9  | Italia (bandiera)    | PV | Rinaldo Ceroni         | 1987 |  |  |
| 10 | Italia (bandiera)    | A  | Filippo Ariotti        | 2002 |  |  |
| 12 | Italia (bandiera)    | T  | Gabriele Menegoli      | 2004 |  |  |
| 13 | Italia (bandiera)    | PV | Mirco Rinaldo          | 2005 |  |  |
| 14 | Italia (bandiera)    | T  | Luca Tondini           | 2004 |  |  |
| 15 | Moldavia (bandiera)  | T  | Alexandru Rotaru       | 1998 |  |  |
| 20 | Italia (bandiera)    | PV | Andrea Dall'Aglio      | 1992 |  |  |
| 21 | Italia (bandiera)    | C  | Mattia Zavagli         | 2005 |  |  |
| 23 | Italia (bandiera)    | A  | Noè Ramondini          | 2003 |  |  |
| 24 | Italia (bandiera)    | T  | Riccardo Stabellini    | 1994 |  |  |
| 32 | Italia (bandiera)    | PV | Manuele Folli          | 1991 |  |  |
|    | Danimarca (bandiera) | T  | Mike Bach              | 1997 |  |  |
|    | Italia (bandiera)    | T  | Alessandro Parmeggiani | 2007 |  |  |
|    | Italia (bandiera)    | A  | Jacopo Barattini       | 2005 |  |  |
|    | Ungheria (bandiera)  | T  | Alex Neméth            | 1998 |  |  |
|    | Italia (bandiera)    | T  | Samuel Magnani         | 2007 |  |  |

### Staff tecnico
- Allenatore:  Gennaro Di Matteo
- Vice allenatore:  Marcello Montanari
- Preparatore dei portieri:  Roberto Chiocchetti